# ونتسا دو لا کوستا
ونتسا دو لا کوستا (به اسپانیایی: Ventosa de la Cuesta) یک شهرستان در اسپانیا است که در استان وایادولید واقع شده‌است.

## خصوصیات
ونتسا دو لا کوستا ۱۶ کیلومترمربع مساحت و ۱۳۵ نفر جمعیت دارد.